# Johann II. Hut
Johann II. Hut (auch Hoet oder Huot) (* in Lüneburg; † 17. August 1366 in Osnabrück) war von 1349 bis 1366 Bischof von Osnabrück.

## Leben und Wirken
Johann Hut entstammte einer Lüneburger Bürgerfamilie gleichen Namens und wurde 1349 auf päpstliche Ernennung gegen den Willen des Domkapitels und der Stadt zum Osnabrücker Bischof bestimmt. Vermutlich war mit seiner Ernennung beabsichtigt, die zerrütteten Zustände der Diözese (wie Doebner in der ADB schreibt) in den Griff zu bekommen. In Erfüllung dieser Erwartung legte er zunächst eine massive Vorgehensweise gegen Stadt, Klerus und Lehnsleute an den Tag. Später war er vor dem Hintergrund externer Streitigkeiten u. a. mit dem Hochstift Minden und einer drückenden Schuldenlast gezwungen, mit Domkapitel und Stadt Frieden zu schließen.
Im Jahre 1361 überließ er mit Vertrag dem Grafen Dietrich von der Mark als Stiftsvikar die weltliche Verwaltung des Bistums.
Sein Bruder Nikolaus Hut war Domherr in Lübeck und Schwerin.